# Dreams (álbum de Neil Diamond)
Dreams es un álbum de estudio del cantautor estadounidense Neil Diamond, publicado el 2 de noviembre de 2010 por Columbia Records. Contiene versiones de canciones que, según el artista, han influenciado su carrera.

## Lista de canciones
| N.º | Título                      | Duración |  |
| 1.  | «Ain't No Sunshine»         | 3:37     |  |
| 2.  | «Blackbird»                 | 3:22     |  |
| 3.  | «Alone Again (Naturally)»   | 3:57     |  |
| 4.  | «Feels Like Home»           | 4:51     |  |
| 5.  | «Midnight Train to Georgia» | 5:00     |  |
| 6.  | «I'm a Believer»            | 4:27     |  |
| 7.  | «Love Song»                 | 3:57     |  |
| 8.  | «Losing You»                | 3:16     |  |
| 9.  | «Hallelujah»                | 4:10     |  |
| 10. | «A Song for You»            | 4:31     |  |
| 11. | «Yesterday»                 | 3:31     |  |
| 12. | «Let It Be Me»              | 3:19     |  |
| 13. | «Desperado»                 | 3:36     |  |
| 14. | «Don't Forget Me»           | 3:23     |  |